# STS-51-B
STS-51-B (Space Transportation System-51-B) var Challengers 7. rumfærge-flyvning, opsendt d. 29. april 1985 og vendte tilbage d. 6. maj 1985.
Missionen medbragte rumlaboratoriet Spacelab-3 og udførte 14 eksperimenter. To aber og 24 gnavere var med om bord og blev observeret for deres reaktioner i vægtløshed. Det var anden gang at Spacelab-laboratoriet var i rummet, men det kunne ikke hedde Spacelab-2 fordi den betegnelse var reserveret til en Spacelabmission bestående af paller. Da Spacelab-2's instrumenter var forsinkede overhalede Spacelab-3 den.

## Besætning
- Robert Overmyer (kaptajn)
- Frederick Gregory (pilot)
- Don Lind (missionsspecialist)
- Norman Thagard (missionsspecialist)
- William Thornton (missionsspecialist)
- /  Lodewijk van den Berg EG&G Corporation
- /  Taylor Wang JPL

## Missionen
- Astronauten Lodewijk van den Berg i Spacelab-laboratoriet.
- Krystalvækst i vægtløs ovn.

Hovedartikler: